# گناوه کان
گناوه کان، روستایی است از توابع بخش آب‌پخش در شهرستان دشتستان استان بوشهر ایران.

## جمعیت
این روستا در دهستان درواهی قرار داشته و براساس سرشماری سال ۱۳۸۵ جمعیت آن ۵۷نفر (۱۱خانوار) می‌باشد.